# Dinichthyloidea
De Dinichthyloidea zijn een superfamilie van uitgestorven placodermen, gepantserde vissen die het meest divers waren tijdens het Devoon. De term is echter niet meer in gebruik, aangezien moderne cladistische methoden alternatieve fylogenetische bomen van Brachythoraci hebben geproduceerd met nieuwe onderverdelingen.

## Families
- Basaal geslacht Erromenosteus
- Dinichthyidae
- Trematosteidae
- Rhachiosteidae
- Pachyosteidae
- Titanichthyidae
- Bungartiidae
- Selenosteidae
- Mylostomatidae